# Hronská Dúbrava
Hronská Dúbrava es un municipio del distrito de Žiar nad Hronom en la región de Banská Bystrica, Eslovaquia, con una población estimada a final del año 2024 de 419 habitantes.
Se encuentra ubicado al noroeste de la región, en el valle del río Hron —un afluente izquierdo del Danubio— y cerca de la frontera con las regiones de Nitra y Trenčín.

## Demografía
| Año        | 1994 | 2004    | 2014    | 2024    |
| ---------- | ---- | ------- | ------- | ------- |
| Población  | 392  | 412     | 415     | 419     |
| Diferencia |      | +5,10 % | +0,72 % | +0,96 % |

| Año        | 2023 | 2024    |
| ---------- | ---- | ------- |
| Población  | 424  | 419     |
| Diferencia |      | −1,17 % |